# Scleria wrightiana
Scleria wrightiana är en halvgräsart som beskrevs av Johann Otto Boeckeler. Scleria wrightiana ingår i släktet Scleria och familjen halvgräs.
Artens utbredningsområde är Kuba. Inga underarter finns listade i Catalogue of Life.